# Norberto Oberburger
Norberto Oberburger (* 1. prosince 1960 Merano) je bývalý italský reprezentant ve vzpírání. Startoval na čtyřech olympijských hrách: v roce 1980 skončil ve váze do 90 kg desátý, poté soutěžil ve váze do 110 kg. Na olympiádě 1984 v Los Angeles zvítězil výkonem 175 kg v trhu a 215 kg v nadhozu (při neúčasti reprezentantů z většiny zemí sovětského bloku), v roce 1988 byl šestý a v roce 1992 skončil na desátém místě. Získal také bronzovou medaili ve dvojboji na mistrovství světa ve vzpírání 1985, stříbrnou na mistrovství Evropy ve vzpírání 1984 a bronzovou na mistrovství Evropy ve vzpírání 1986.
Po ukončení aktivní kariéry žije s rodinou v jihotyrolské obci Algund a je majitelem chovné stanice německých ovčáků.